# La batalla de Argel
La batalla de Argel, también conocida como La batalla de Argelia (título original en italiano: La battaglia di Algeri; en Árabe: معركة الجزائر; romanizado: "Maʿrakat al-Jazāʾir"), es una película bélica italo-argelina de 1966 sobre la guerra de Independencia de Argelia. Fue dirigida por Gillo Pontecorvo, que  participó en el guion y en la música (en esto último, aconsejado por el maestro Ennio Morricone). A menudo el film se asocia con el cine neorrealista italiano. Es protagonizada por Brahim Hadjadj, Jean Martin y Yacef Saâdi.
Se basa en la acción emprendida por los rebeldes durante la guerra de Argelia (1954-1962) contra el gobierno francés en el norte de África, la más destacada es la batalla de Argel, la capital de Argelia. Se rodó en exteriores al estilo de los noticiarios inspirados en Roberto Rossellini: en blanco y negro con un montaje de tipo documental para aumentar su sensación de autenticidad histórica, con actores en su mayoría no profesionales que habían vivido la batalla real.
La película se centra en el luchador revolucionario Ali La Pointe durante los años comprendidos entre 1954 y 1957, cuando los guerrilleros del FLN entraron en Argel. Sus acciones fueron respondidas por paracaidistas franceses que intentaban recuperar territorio. La película, de gran dramatismo, trata sobre la organización de un movimiento guerrillero y los métodos ilegales, como la tortura, utilizados por los franceses para detenerlo. Argelia logró independizarse de los franceses, algo que Pontecorvo aborda en el epílogo de la película.
En 2008, la película fue incluida en la lista de las 100 películas italianas que hay que salvar del Ministerio de Patrimonio Cultural italiano, una lista de 100 películas que "han cambiado la memoria colectiva del país entre 1942 y 1978".
La película sería galardonada con importantes premios cinematográficos internacionales, a pesar de contar con diversas polémicas para la época.

## Argumento
La trama comienza por el final, la acción del 7 de octubre de 1957, desde donde se inicia una larga analepsis que refleja la toma de conciencia del personaje y su implicación en el movimiento nacionalista argelino.

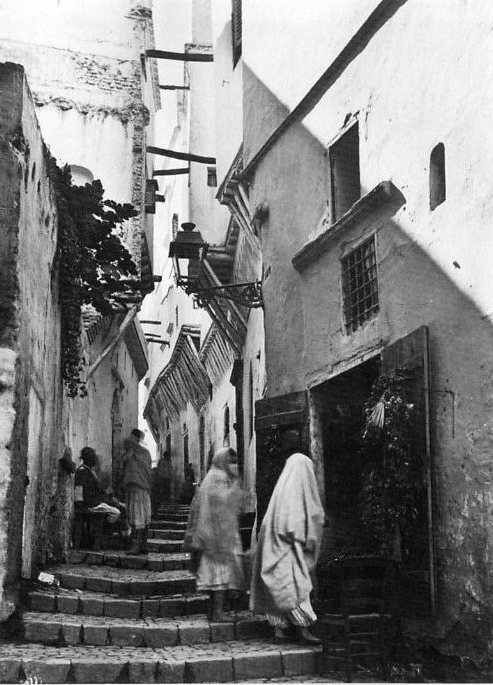
Casbah de Argel

La batalla de Argel reconstruye los acontecimientos ocurridos en la capital de la Argelia francesa entre noviembre de 1954 y diciembre de 1957, durante la guerra de Independencia de Argelia. La narración comienza con la organización de células revolucionarias en la Casbah. Debido a la guerra de partisanos entre los argelinos y los Pieds-Noirs, en la que ambos bandos cometen actos de violencia creciente, Francia envía paracaidistas del ejército francés a la ciudad para luchar y capturar a los miembros del Frente de Liberación Nacional (FLN). Se describe a los paracaidistas como neutralizando a toda la cúpula del FLN mediante el asesinato o la captura. La película termina con una coda que representa manifestaciones nacionalistas y disturbios, sugiriendo que aunque Francia ganó la Batalla de Argel, perdió la Guerra de Argelia.
Se describen las tácticas de la insurgencia guerrillera del FLN y la contrainsurgencia francesa, así como los incidentes más feos de la guerra. Tanto el colonizador como el colonizado cometen atrocidades contra la población civil. El FLN se apoderó de la Casbah mediante la ejecución sumaria de criminales argelinos y presuntos colaboradores franceses; cometen actos de terrorismo, incluidas acciones como el atentado de la vida real en el Milk Bar Café, para acosar a los europeos. Las fuerzas de seguridad recurren a los asesinatos y a la violencia indiscriminada contra la oposición. Se describe a los paracaidistas franceses utilizando rutinariamente la tortura, la intimidación y el asesinato.
Pontecorvo y Solinas crearon varios protagonistas en su guion que se basan en figuras históricas de la guerra. La historia comienza y termina desde la perspectiva de Ali la Pointe (Brahim Haggiag), un delincuente de poca monta que radicaliza su política mientras está en prisión. Es reclutado por el comandante del FLN El-hadi Jafar, interpretado por Saadi Yacef, que era un veterano comandante del FLN. Ali La Pointe (Brahim Hadjadj) es un ladronzuelo analfabeto con un largo historial delictivo, que malvive en las calles de Argel como trilero. Tras ser detenido, en uno de sus ingresos a prisión contempla desde la ventana de su celda la ejecución de un preso vinculado al nacionalismo argelino. Este hecho le hace tomar conciencia de la opresión colonial francesa sobre Argelia, y decide enrolarse tras su fuga, en el Frente de Liberación Nacional, para terminar siendo, al final de la película, uno de sus responsables máximos.
El teniente coronel Mathieu, comandante de los paracaidistas, es el principal personaje francés. Otros personajes son el niño Petit Omar, un pilluelo callejero que es mensajero del FLN; Larbi Ben M'hidi, uno de los principales líderes del FLN que proporciona la justificación política de la insurgencia; y Djamila, Zohra y Hassiba, tres guerrilleras urbanas del FLN que llevan a cabo un ataque terrorista. La batalla de Argel también cuenta con miles de extras argelinos. Pontecorvo tenía la intención de que representaran la "Casbah como coro", comunicándose con cánticos, lamentos y efectos físicos.

## Producción y estilo

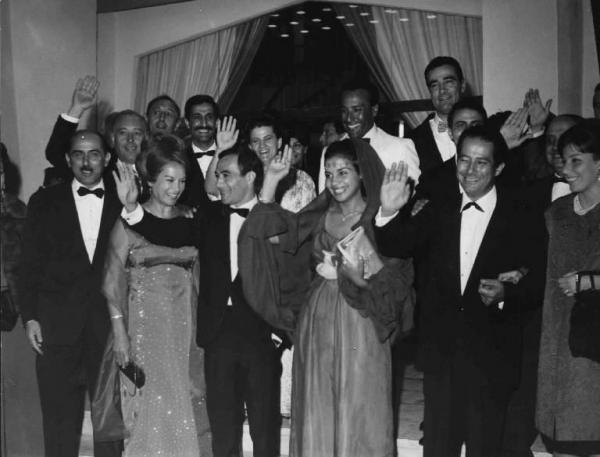
Elenco de la película "La batalla de Argel" en el Festival de Cine de Venecia de 1966.

### Guion
La batalla de Argel se inspiró en el libro de 1962 Souvenirs de la Bataille d'Alger, el relato de un comandante militar del FLN sobre la campaña, de Saadi Yacef. Yacef escribió el libro mientras estaba prisionero de los franceses, y sirvió para levantar la moral del FLN y otros militantes. Después de la independencia, los franceses liberaron a Yacef, quien se convirtió en líder del nuevo gobierno. El gobierno argelino respaldó la adaptación cinematográfica de las memorias de Yacef. Salash Baazi, un dirigente del FLN que había sido exiliado por los franceses, se acercó al director italiano Gillo Pontecorvo y al guionista Franco Solinas con el proyecto.
Para satisfacer las exigencias del cine, La batalla de Argel utiliza personajes compuestos y cambia los nombres de ciertas personas. Por ejemplo, el coronel Mathieu es un compuesto por varios oficiales de contrainsurgencia franceses, en especial Jacques Massu. Saadi Yacef ha dicho que Mathieu se basó más en Marcel Bigeard, aunque el personaje recuerda a Roger Trinquier. Acusado de retratar a Mathieu como demasiado elegante y noble, el guionista Solinas negó que esa fuera su intención. Dijo en una entrevista que el coronel es "elegante y culto, porque la civilización occidental no es ni inelegante ni inculta".

### Estilo visual
Para La batalla de Argel, Pontecorvo y el director de fotografía Marcello Gatti filmaron en blanco y negro y experimentaron con varias técnicas para dar a la película el aspecto de un noticiario y un documental. El efecto fue tan convincente que los estrenos estadounidenses llevaban un aviso de que no se había utilizado "ni un pie" de noticiario.
El uso del realismo ficticio por parte de Pontecorvo permite a la película "operar a lo largo de un doble vínculo, ya que se dirige conscientemente a diferentes audiencias". La película hace un uso especial de la televisión para vincular a las audiencias occidentales con imágenes a las que se enfrentan y que se afirma que expresan la "verdad". La película parece estar filmada desde el punto de vista de un reportero occidental, ya que se utilizan teleobjetivos y cámaras de mano, mientras que "se representa la lucha desde una distancia 'segura' con soldados franceses colocados entre la multitud y la cámara".

## Reparto
Pontecorvo optó por contratar a argelinos no profesionales. Eligió a las personas que conoció, por su apariencia y efecto emocional (como resultado, muchas de sus líneas fueron dobladas). El único actor profesional fue Jean Martin, que interpretó al coronel Mathieu; Martin era un actor francés que había trabajado en teatro. Pontecorvo quería un actor profesional, pero uno que no fuera familiar para la mayoría del público, ya que esto podría haber interferido con el realismo previsto de la película.

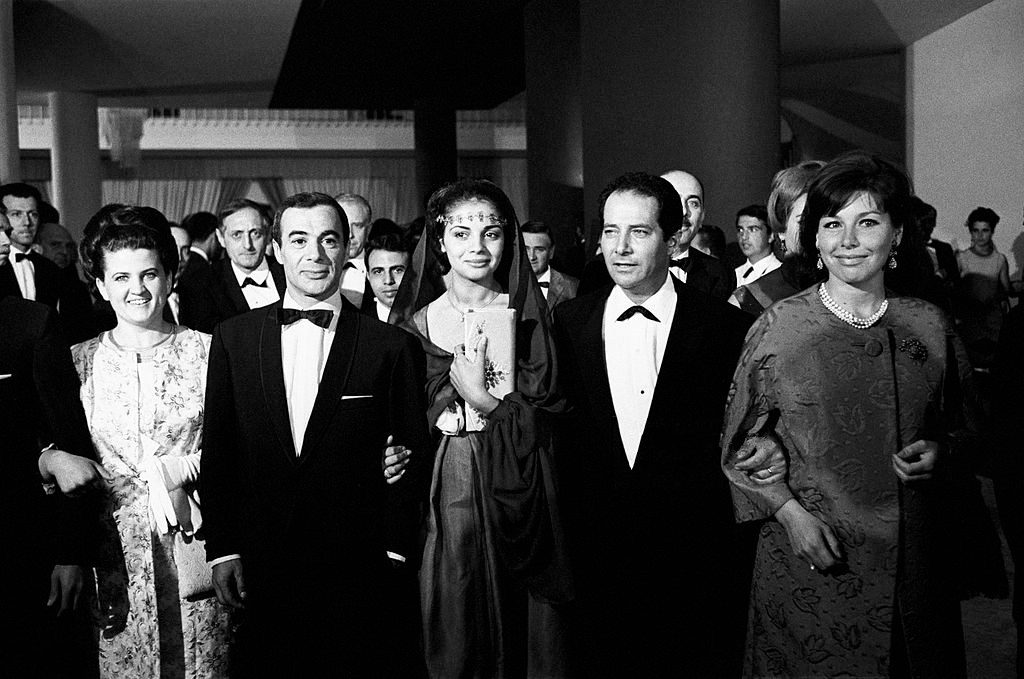
El director italiano Gillo Pontecorvo (segundo por la derecha) con su esposa Picci y el actor y coproductor argelino Saadi Yacef posando junto a algunos invitados en el 27.º Festival de Cine de Venecia, en el que la película ganó el León de Oro.

Martin había sido expulsado varios años antes del Théâtre National Populaire por firmar el manifiesto de los 121 contra la guerra de Argelia. Había servido en un regimiento de paracaidistas durante la guerra de Indochina y había participado en la Resistencia francesa. Su retrato tenía profundidad autobiográfica. Según una entrevista con el guionista Franco Solinas, la relación de trabajo entre Martín y Pontecorvo no siempre fue fácil. Sin estar seguro de si el estilo de actuación profesional de Martin contrastaría demasiado con el de los no profesionales, Pontecorvo discutió sobre las elecciones de actuación de Martin.
Saadi Yacef, que interpreta a El-Hadi Jaffar, y Samia Kerbash, que interpreta a Fathia, eran miembros del FLN y se dice que Pontecorvo se inspiró mucho en sus relatos. Los actores acreditados son:
- Brahim Haggiag - Ali la Pointe
- Jean Martin - Coronel Mathieu
- Yacef Saâdi - Djafar, líder del FLN
- Latafi Ahmed - Pequeño Omar
- Larbi Zekkal - Combatiente del FLN
- Samia Kerbash - Combatiente del FLN
- Ugo Paletti - Capitán de paracaidistas franceses
- Fusia El Kader - Halima, combatiente del FLN

## Sonido y música
El sonido, tanto la música como los efectos, desempeñan funciones importantes en la película. Los tambores autóctonos argelinos, en lugar de los diálogos, se escuchan durante una escena en la que las militantes del FLN se preparan para los bombardeos. Además, Pontecorvo utilizó el sonido de los disparos, los helicópteros y los motores de los camiones para simbolizar los métodos de batalla franceses, mientras que las explosiones de las bombas, los ululaciones, los lamentos y los cánticos simbolizan los métodos argelinos. Gillo Pontecorvo escribió la música para La batalla de Argel, pero debido a que fue clasificado como "melodista-compositor" en Italia, se le pidió que trabajara también con otro compositor; su buen amigo Ennio Morricone colaboró con él. El solo de tambor militar, a lo largo de la película, es tocado por el famoso baterista italiano Pierino Munari.

## Estreno, recepción y legado

### Recepción inicial
La película ganó el León de Oro en el Festival de Cine de Venecia y fue nominada a tres Premios de la Academia (en años no consecutivos, un logro único): Mejor Película en Lengua Extranjera en 1966, y Mejor Guion (Gillo Pontecorvo y Franco Solinas) y Mejor Director (Gillo Pontecorvo) en 1968. Otros premios incluyen el Premio de Cine Ciudad de Venecia (1966), el Premio de la Crítica Internacional (1966), el Premio Ciudad de Imola (1966), el Premio Cinta de Plata Italiano (director, fotografía, productor), el Premio Ajace del Cinema d'Essai (1967), el Asfódelo de Oro italiano (1966), Diosa de Plata en el Festival de Cine de Acapulco (1966), la Grolla de Oro (1966), el Premio Riccione (1966), Mejor Película de 1967 por la crítica cubana (en una encuesta patrocinada por la revista cubana Cine), y el Premio de las Iglesias Unidas de América (1967).
Dadas las divisiones nacionales sobre la Guerra de Argelia, la Batalla de Argel generó una considerable controversia política en Francia. Fue una de las primeras películas que se enfrentó directamente a la cuestión del imperialismo francés que llegó a la Metrópoli francesa; películas anteriores como Le petit soldat de Godard solo habían abordado estos asuntos de pasada. Sus proyecciones iniciales en festivales provocaron una reacción casi unánime entre los críticos franceses. En el Festival de Cine de Venecia, la delegación de periodistas franceses se negó a asistir a la proyección de la película y abandonó el festival por completo cuando recibió el León de Oro. A pesar de la gran acogida internacional, la prensa nacional y la industria cinematográfica se unieron en oposición a la idea de estrenar la película en los cines franceses.
La batalla de Argel fue prohibida formalmente por el gobierno francés durante un año, aunque no se estrenó en Francia durante varios años más porque ningún distribuidor privado aceptó la película. Pontecorvo sostuvo que había hecho una película políticamente neutral, contrariamente a la reacción de un gobierno francés que calificó de "muy sensible a la cuestión argelina", y dijo que "los argelinos no pusieron ningún obstáculo en nuestro camino porque sabían que estaría haciendo una película más o menos objetiva sobre el tema". En 1970 la película finalmente recibió un certificado para su distribución en Francia, pero el estreno se retrasó hasta 1971 debido a las amenazas terroristas, así como a la oposición civil de los grupos de veteranos. La Organización Armada Secundaria (OEA), un grupo paramilitar de extrema derecha, amenazó con bombas a los cines que pretendían proyectar la película. Pontecorvo también recibió amenazas de muerte Tras su lanzamiento, las críticas en la prensa francesa fueron en general mucho más favorables. Los defensores de la censura salieron en defensa de la película, y muchos críticos la revaluaron a la luz de los recientes movimientos de protesta del país La mayoría del público francés encontró que su representación del conflicto era matizada y equilibrada, y la única interrupción se produjo en Lyon cuando un asistente arrojó tinta a la pantalla. Además, la versión internacional de la película fue acortada con escenas de tortura cortadas para los cines británicos y estadounidenses.
En los Estados Unidos, la respuesta a la película fue total e inmediatamente más positiva que en Francia. La película alcanzó un sorprendente grado de éxito popular en la taquilla estadounidense, avivada por los sentimientos antibelicistas en medio del movimiento contra la participación militar en Vietnam. En una reseña para el Chicago Sun-Times, Roger Ebert la calificó como una "gran película" que "puede ser una experiencia cinematográfica más profunda de lo que muchas audiencias pueden soportar: demasiado cínica, demasiado verdadera, demasiado cruel y demasiado desgarradora. Se trata de la guerra de Argelia, pero los que no estén interesados en Argelia pueden sustituirla por otra guerra; La batalla de Argel tiene un marco de referencia universal". Robert Sitton, de The Washington Post, calificó la película como "una de las más bellas que he visto en mi vida" y dijo que "es tan importante para nuestro tiempo como lo fueron para el suyo el trabajo de Griffith, Leni Riefenstahl, Carl Dreyer y Luchino Visconti" Pauline Kael defendió la película en The New Yorker, escribiendo: "La pasión ardiente de Pontecorvo actúa directamente sobre tus emociones. Es el tipo más peligroso de marxista: un poeta marxista".

### Valoración retrospectiva e influencia
En el sitio web de agregación de reseñas Rotten Tomatoes, la película tiene un índice de aprobación del 99% basado en 93 reseñas, con una calificación promedio de 9.10/10; El consenso del sitio dice: "Un examen poderoso, similar a un documental, de la respuesta a una fuerza de ocupación, La batalla de Argel no ha envejecido ni un poco desde su lanzamiento en 1966". En Metacritic, la película tiene una puntuación media ponderada de 96 sobre 100, lo que indica "aclamación universal", basada en 22 reseñas recopiladas desde su relanzamiento en 2004.
En el momento del reestreno de la película en 2004, la recepción francesa fue mucho más positiva, y la mayoría de los críticos aceptaron los méritos estéticos y la importancia histórica de la película como un hecho. Una crítica en Libération la consideró la "mejor película jamás hecha sobre la guerra de Argelia" porque había sido "la más creíble y la más justa". Una notable disidencia fue la de Cahiers du Cinéma, que dedicó un reportaje especial a la película compuesto por cinco artículos de varios autores; La denuncia editorial colectiva de la revista contra la película fue "redactada en términos tan fuertes que socavó, por motivos morales, la legitimidad de cualquier crítico o analista que no condenara la película, y mucho menos de cualquiera que se atreviera a considerarla digna de atención cinematográfica", aunque en última instancia su desaprobación ejerció poca influencia sobre los medios franceses en general
Roger Ebert agregó la película a su serie "Great Movies" en 2004. La película ocupó el puesto 48 en la encuesta de 2012 de las mejores películas de todos los tiempos de la revista Critics' Top 250 Films of Sight and Sound, así como el puesto 120 en la lista de las 500 mejores películas de todos los tiempos de la revista Empire. En 2010, Empire clasificó la película en el sexto lugar de su lista de las 100 mejores películas del cine mundial. Fue seleccionada para entrar en la lista de las "100 películas italianas que hay que salvar". En 2007, la película ocupó el quinto lugar en la encuesta de lectores de The Guardian que enumera las 40 mejores películas extranjeras de todos los tiempos.
La batalla de Argel ha influido en numerosos cineastas. El director de cine estadounidense Stanley Kubrick elogió el arte de la película en una entrevista con la revista francesa Positif: "Todas las películas son, en cierto sentido, falsos documentales. Uno trata de acercarse a la realidad tanto como sea posible, solo que no es la realidad. Hay gente que hace cosas muy inteligentes, que me han fascinado y engañado por completo. Por ejemplo, La batalla de Argel. Es muy impresionante". Además, según Anthony Frewin, asistente personal de Kubrick, declaró: "Cuando empecé a trabajar para Stanley en septiembre de 1965 me dijo que no podía entender realmente de qué era capaz el cine sin ver La batalla de Argel. Todavía estaba entusiasmado con eso antes de su muerte". El cineasta político greco-francés Costa-Gavras citó la película como una influencia en su cine. El cineasta estadounidense Steven Soderbergh se inspiró en la película mientras dirigía el drama sobre la guerra contra las drogas. Traffic, señalando que (junto con Z de Costa-Gavras) tenía "esa gran sensación de las cosas que se atrapan, en lugar de escenificarse, que es lo que buscábamos". El cineasta alemán Werner Herzog admiró la película y la convirtió en una de las pocas películas designadas como de visionado obligatorio para sus alumnos de la escuela de cine. El cineasta británico Ken Loach, que vio la película en 1966, la incluyó entre sus 10 películas favoritas de todos los tiempos y mencionó su influencia en su trabajo: "Utilizaba actores no profesionales. No fue demasiado dramático. Era discreto. Mostró el impacto del colonialismo en la vida cotidiana. Estas técnicas tuvieron una influencia importante en mi forma de hacer cine. El actor y cineasta estadounidense Ben Affleck dijo que La batalla de Argel fue una influencia clave en su película Argo (2012). El cineasta británico-estadounidense Christopher Nolan ha nombrado la película como una de sus favoritas y la ha acreditado como una influencia en sus películas The Dark Knight Rises (2012) y Dunkerque.
La película también ha recibido elogios de comentaristas políticos. El académico palestino-estadounidense Edward Said (famoso por su obra Orientalismo) elogió La batalla de Argel (junto con la otra película de Pontecorvo, Burn!) ya que las dos películas "son inigualables e insuperables desde que se hicieron en los años 60. Ambas películas juntas constituyen un estándar político y estético nunca más igualado". El escritor y activista británico-pakistaní Tariq Ali colocó La batalla de Argel en su lista de las 10 mejores películas de la encuesta Sight and Sound de 2012. En 2023, la revista progresista estadounidense The New Republic la clasificó en el primer lugar de su lista de las 100 películas políticas más significativas de todos los tiempos.

### La batalla de Argel y los movimientos guerrilleros
El estreno de La batalla de Argel coincidió con el período de descolonización y las guerras de liberación nacional, así como con una creciente ola de radicalismo de izquierda en las naciones europeas en las que una gran minoría mostró interés en la lucha armada. A partir de finales de la década de 1960, La batalla de Argel se ganó la reputación de inspirar violencia política; en particular, las tácticas de la guerra de guerrillas urbanas y el terrorismo en la película supuestamente fueron copiadas por los Panteras Negras, el Ejército Republicano Irlandés Provisional, la Organización para la Liberación de Palestina y el Frente de Liberación de Jammu Cachemira. La batalla de Argel era, al parecer, la película favorita del terrorista alemán Andreas Baader. Pontecorvo, al enterarse de que el periodista Jimmy Breslin había caracterizado La batalla de Argel como una película de entrenamiento de guerra de guerrillas en la televisión estadounidense, respondió: 

Tal vez tenga razón, pero eso es demasiado simple. La película defiende a todos los que se ven privados de sus derechos y les anima a luchar por ellos. Pero es una analogía para muchas situaciones: Vietnam, por ejemplo. Lo que preferiría que la gente descubriera es algo que está en todas mis películas, una cierta ternura por el hombre, un afecto que nace de la fragilidad de la condición humana.

## Proyecciones posteriores

### Proyecciones para agencias de contrainsurgencia

#### Proyecciones de la década de 1960 en Argentina
El presidente argentino Arturo Frondizi (Unión Cívica Radical, UCR) dirigió la introducción del primer curso de guerra contrarrevolucionaria en el Colegio Superior Militar. Para 1963 los cadetes de la Escuela de Mecánica de la Armada (ESMA) comenzaron a recibir clases de contrainsurgencia. En uno de sus cursos, se les mostró la película La batalla de Argel. Antonio Caggiano, arzobispo de Buenos Aires de 1959 a 1975, estuvo vinculado a esto como capellán castrense. Presentó la película con aprobación y le agregó un comentario de orientación religiosa. Más tarde, la ESMA fue conocida como un centro de la Guerra Sucia Argentina y de la tortura y el abuso de insurgentes y civiles inocentes.
Aníbal Acosta, uno de los cadetes de la ESMA entrevistados 35 años después por la periodista francesa Marie-Monique Robin, describió la sesión:

Nos mostraron esa película para prepararnos para un tipo de guerra muy diferente a la guerra regular para la que habíamos ingresado a la Escuela de Marina. Nos preparaban para misiones policiales contra la población civil, que se convirtió en nuestro nuevo enemigo.

#### Proyección del Pentágono en 2003
Durante 2003, la prensa informó que el Departamento de Defensa de los Estados Unidos (el Pentágono) ofreció una proyección de la película el 27 de agosto. La Dirección de Operaciones Especiales y Conflictos de Baja Intensidad consideró que era útil para los comandantes y las tropas que se enfrentaban a problemas similares en el Iraq ocupado. Un volante para la proyección decía:

Cómo ganar una batalla contra el terrorismo y perder la guerra de las ideas. Los niños disparan a los soldados a quemarropa. Las mujeres colocan bombas en los cafés. Pronto toda la población árabe se convierte en un fervor enloquecido. ¿Te suena familiar? Los franceses tienen un plan. Tiene éxito táctico, pero fracasa estratégicamente. Para entender por qué, ven a una rara proyección de esta película. "Estudios cinematográficos" de Michael T. Kaufman  (enlace roto disponible en este archivo)., The New York Times, 7 de septiembre de 2003.

A cargo de la proyección, "la proyección de la película ofrece una visión histórica de la conducción de las operaciones francesas en Argelia, y tenía la intención de provocar una discusión informativa sobre los desafíos que enfrentan los franceses".

### Reestreno en cines 2003-2004
En el momento de la proyección en el Pentágono en 2003, las versiones legales y "piratas" en VHS y DVD de la película estaban disponibles en los Estados Unidos y en otros lugares, pero la calidad de la imagen se degradó. En 1999 se había realizado una copia restaurada en Italia. Rialto Pictures adquirió los derechos de distribución para reestrenar la película en el Reino Unido en diciembre de 2003, así como en los Estados Unidos y Francia en fechas separadas en 2004. La película se proyectó en el Espace Accattone, rue Cujas de París, del 15 de noviembre de 2006 al 6 de marzo de 2007.

### Ediciones Especiales 2004

#### Edición en DVD de Criterion
El 12 de octubre de 2004, The Criterion Collection lanzó la película, transferida de una copia restaurada, en un conjunto de DVD de tres discos. Los extras incluyen a los exasesores antiterroristas estadounidenses Richard A. Clarke y Michael A. Sheehan discutiendo la representación del terrorismo y la guerra de guerrillas en La batalla de Argel. Los directores Spike Lee, Mira Nair, Julian Schnabel, Steven Soderbergh y Oliver Stone hablaron sobre su influencia en el cine. Otro documental en el set incluye entrevistas con los comandantes del FLN Saadi Yacef y Zohra Drif.

## Comentarios
La idea de filmar esta película nació de un proyecto del primer gobierno independiente de Argelia, dirigido por Ahmed Ben Bella, que fue propuesto a directores italianos de cine social.
La primera idea partió del futbolista retirado, y antiguo dirigente del FLN, Yacef Saâdi. En 1964, el gobierno de Argelia encargó a Saadi buscar a un director italiano que rodase la que sería la primera película de ficción argelina.
El resultado fue una de las mejores películas realizadas sobre colonialismo, terrorismo de Estado (el gobierno francés) y movimientos revolucionarios. Aunque está rodada a la manera de un documental, la acción no pierde ritmo en ningún momento de la película.
La película cuenta con una excelente fotografía en blanco y negro, en la que destacan las tomas de los rostros.

## Premios
- Premio FIPRESCI 1966 (Gillo Pontecorvo)
- Premio León de Oro 1966 (Gillo Pontecorvo)
- Premio Nastro d'argento 1967: a la mejor fotografía en B/N, al mejor productor y al mejor director.
- Premio Kinema Jumpo 1968: a la mejor película en idioma extranjero.
- Premio BAFTA Naciones Unidas 1972

## Miscelánea
- Uno de los actores principales, Yacef Saâdi, caracterizado en la película como Saadi Kader, fue uno de los fundadores del FLN argelino y participó en los hechos que se describen en la película
- Su exhibición en Francia fue vetada hasta 1971[46] e incluso el general Massu (encarnado en la película en el personaje del Coronel Mathieu) escribió un libro homónimo a la película en el que definía los métodos de tortura usados por el ejército francés en Argelia como una crueldad necesaria:

No me asusta la palabra tortura, pero pienso que en la mayoría de los casos los militares franceses se vieron obligados a utilizarla para vencer al terrorismo allí, afortunadamente, nuestros métodos fueron infantiles comparados con los que practicaron los rebeldes. La situación nos llevó a cierta ferocidad, es cierto, pero permanecimos dentro de la ley del ojo por ojo, diente por diente.
- Las escenas de torturas fueron censuradas en Estados Unidos y el Reino Unido. En España no fue exhibida hasta mucho después de la muerte de Franco.
- Según recientes informaciones el film ha sido utilizado por el Departamento de Defensa de EE. UU. para ilustrar la formación de las tropas destinadas a Irak.[47]

## Posiblesremakes
El productor estadounidense Basil Iwanyk ha propuesto recientemente realizar un remake de la película incluyendo un personaje estadounidense en la misma, como periodista o como funcionario de las Naciones Unidas. La idea de realizar un 'remake' no parece haber sido bien acogida por los admiradores de la película original, que tienen miedo de que el argumento se ampute para quedar de acuerdo a los cánones del cine estadounidense. Como prueba de ello, utilizan como argumento los actores que se han barajado para el remake: Tom Cruise, Brad Pitt, Leonardo DiCaprio y Sean Penn.
| Predecesor: Sandra | Ganador León de Oro La batalla de Argel 1966 | Sucesor: Belle de jour |

## Lecturas complementarias
- Aussaresses, General Paul. La batalla de la Casbah: terrorismo y contraterrorismo en Argelia, 1955-1957 (Nueva York, Enigma Books, 2010). ISBN 978-1-929631-30-8.
- O'Leary, Alan. La batalla de Argel (Milán, Mimesis International, 2019). ISBN 978-88-6977-079-1